# Combo (videojuegos)

Un combo en Street Fighter II.

En los videojuegos, un combo (abreviación en inglés de combinación) es un conjunto de acciones que se realizan en secuencia, por lo general con limitaciones estrictas de tiempo, que producen un beneficio o una ventaja significativa. El término se origina de los videojuegos de lucha, los cuales están basados en el concepto de una combinación veloz de ataques. El combo ha sido aplicado más generalmente a todo, como los videojuegos de lógica, Matamarcianos y videojuegos de deportes. Los combos son utilizados como un elemento esencial de la jugabilidad, pero también pueden servir como un modificador de puntuación alta (High score) o de poder de ataque, o simplemente como una manera de exhibir un estilo de juego vistoso, no explícitamente necesario para la victoria o la supervivencia.
En los videojuegos de lucha, el combo especialmente indica una secuencia programada de movimientos que producen una serie coherente de golpes, que deja al oponente casi o incapaz de bloquear o evitar el siguiente golpe en la secuencia. En algunos casos, cada golpe adicional tiene un modificador negativo cada vez mayor para equilibrar el juego, como se muestra en el videojuego Street Fighter IV.

## Historia
El uso de los ataques combo se originó en los videojuegos arcade de Technōs Japan, Renegade en 1986 y Double Dragon en 1987. En contraste con los videojuegos anteriores que permitían a los jugadores eliminar a los enemigos de un solo golpe, los oponentes de Renegade y Double Dragon tenían mayor resistencia, lo que requería una sucesión de golpes para eliminarlos, con el primer golpe que inmoviliza temporalmente al enemigo, lo que le impide defenderse de golpes sucesivos. Los ataques combo más tarde se volverían más dinámicos en el vidoejuego Final Fight de Capcom, lanzado en 1989.
La noción del combo fue introducida a los videojuegos de lucha competitivos con Street Fighter II por Capcom, cuando los jugadores expertos aprendieron que podían combinar varios ataques que no dejaban tiempo para que el jugador de la computadora se recuperara si los cronometraban correctamente. Los combos fueron un accidente de diseño; el productor principal, Noritaka Funamizu, notó que eran posibles ataques adicionales durante una revisión de errores en la etapa de bonificación de destrucción de autos. Pensó que la precisión requerida era demasiado difícil como para convertirlo en una característica útil del videojuego, por lo que lo dejó oculto. Los combos se han convertido en una prioridad de diseño en casi todos los videojuegos de lucha, y van desde lo más simple a lo más intrincado. El primer videojuego que contó los golpes (hits) de cada combo, y recompensó al jugador por realizarlos, fue Super Street Fighter II.

## Juggle combo
Un juggle combo (lit. combo de malabares) es aquel combo que golpea al oponente en el aire y lo mantiene allí con movimientos posteriores. Estos se utilizan en una variedad de videojuegos que incluyen a la serie Virtua Fighter, Tekken y Mortal Kombat.

## Otros usos
Muchos otros tipos de videojuegos incluyen un sistema de combos que incluye cadenas de trucos u otras maniobras, por lo general con el fin de acumular puntos de bonificación para obtener un puntaje alto. Los ejemplos incluyen los videojuegos de Tony Hawk y la serie Crazy Taxi. El primer videojuego con combos de puntaje fue el videojuego de DECO Cassette System de 1981, Flash Boy, desarrollado por Data East.
Los combos son una característica principal en muchos videojuegos de lógica, como Columns, Snood y Magical Drop. Principalmente se utilizan como un dispositivo de puntuación, pero en los modos de juego que se basan en niveles, se utilizan para superar los niveles más rápidamente. Los Matamarcianos incorporan cada vez más sistemas combinados, como en Ikaruga, al igual que los videojuegos Hack and slash, como Dynasty Warriors.
Los videojuegos de disparos en primera persona también pueden tener características similares a los combo (generalmente en batallas deathmatch) como la serie Unreal Tournament en la que una serie rápida de asesinatos se denomina "Double kill" o "Multi kill". Esta función también está presente en videojuegos MOBA como Dota 2 y League of Legends.